# Castello di Torcrescenza
Il castello di Tor Crescenza, o anche castello della Crescenza, è situato a Roma nella zona Grottarossa.

## Storia
Nel secolo XI sulla via Flaminia la Crescenza era una torre posta a guardia della campagna romana, con la funzione presumibilmente di inviare notizie alle altre torri vicine.
Nel corso dei secoli XII e XIII accanto alla torre di tufo vengono eretti altri edifici di varia altezza, tra loro collegati, che cominciano a definire una struttura complessa a pianta irregolare per la cui completezza si dovrà attendere il secolo XVI, quando assumerà i connotati tipici del castello rinascimentale mantenuti fino ad oggi.
Due importanti torri merlate a pianta quadrata incastonano la facciata principale, collegata all'esterno da un ponticello in muratura, sostituto del ponte levatoio di memoria medievale, che consentiva l'attraversamento del fossato, oggi riempito, permettendo l'accesso all'interno della robusta fortificazione attraverso il centrale ingresso ad arco a tutto sesto.
Le caratteristiche tipiche dell'architettura militare non corrispondono alle funzioni a cui era deputata la struttura, che nella "Mappa sulla campagna romana", trattazione del 1547 di Eufrosino della Volpaia, viene definita “tenuta con la Torre dei Crescenzi che lo usavano come villa di campagna a integrazione di quella di città”.
Nel 1692 nella sua "Topografia geometrica dell’Agro Romano" Giovanni Battista Cingolani contrassegna la tenuta con il nome "Crefcentia" e nel 1704 Domenico De Rossi nella sua "Rubrica delle tenute e casali", appendice della carta cingolana, definisce la struttura come casale della tenuta.

## Curiosità
Il Castello di Torcrescenza ha ospitato nel 1963 il set del film di Totò "Il monaco di Monza".
Nel 2005 invece è stata la sede del ricevimento di nozze di Francesco Totti e Ilary Blasi e nel 2015 la festa per i 40 anni di Francesco Totti.
Gli esterni del castello sono presenti nel film 2061 - Un anno eccezionale, dove rappresentano la residenza fiorentina del principe Cosimetto Delli Cecchi interpretato da Massimo Ceccherini.
Nel 2017 ospita il set del film di Fausto Brizzi Poveri ma ricchissimi, con Christian De Sica e Enrico Brignano, dove vengono girate tutte le scene degli interni del Castello dove vive tutta la famiglia Tucci.
Nel 2019 ospita il set televisivo della trasmissione di Maria De Filippi Speciale Uomini e donne - La scelta.
A maggio 2019 sono iniziate le riprese del nuovo film di Antonio Albanese "Cetto c'è, senzadubbiamente". Sempre nel mese di Maggio 2019 vengono effettuate le riprese di una puntata della seconda stagione di Baby (serie televisiva in onda su Netflix).